# Chiesa del Santissimo Corpo e Sangue di Cristo
La chiesa del Santissimo Corpo e Sangue di Cristo è un luogo di culto cattolico di Roma, situato nel quartiere Tuscolano, in via Narni.

## Storia e descrizione

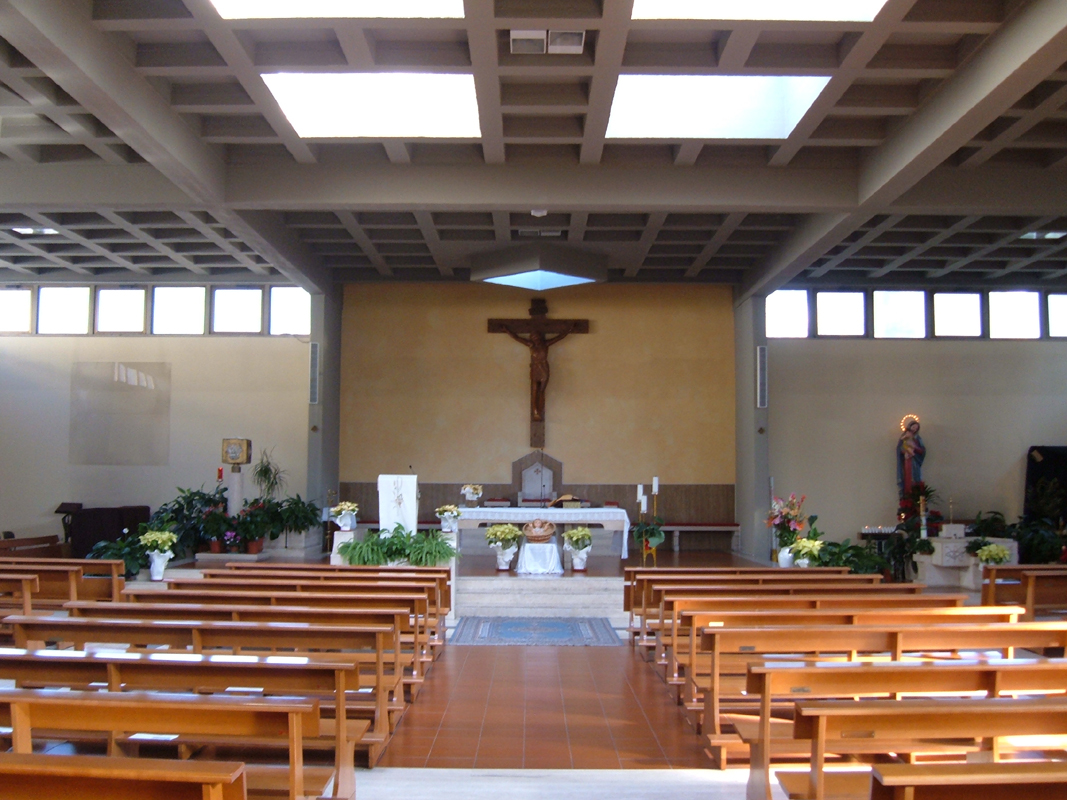
L'interno della chiesa

La parrocchia del Santissimo Corpo e Sangue di Cristo venne istituita il 13 novembre 1972 con decreto Pastorali munere del pro vicario Ugo Poletti, ed affidata ai Missionari del Preziosissimo Sangue; il primitivo luogo di culto consisteva in una cappella di modeste dimensioni risalente al 1964. I lavori di costruzione dell'attuale chiesa, edificata su progetto di Ernesto Vichi e Aldo Aloysi, ebbero inizio nel 1989 e terminarono due anni dopo; essa fu aperta al pubblico nel mese di marzo 1991 e solennemente consacrata il 23 novembre 1991 da monsignor Remigio Ragonesi, vicegerente della diocesi di Roma. Il giorno successivo la consacrazione, la parrocchia ricevette la visita di papa Giovanni Paolo II.
La chiesa è caratterizzata da una struttura con elementi portanti in calcestruzzo armato a vista e pareti intonacate di chiaro. La facciata, nella quale si aprono i due portali d'ingresso, presenta una pensilina sorretta da due pilastri, sulla quale sono riportati la titolazione della chiesa e l'anno di consacrazione. L'interno è costituito da un'unica, ampia aula a pianta quadrata, con soffitto anch'esso in cemento armato con una semplice decorazione a cassettoni, nel quale si aprono verso l'esterno diversi lacunari quadrangolari. Il presbiterio, rialzato di alcuni gradini rispetto al resto della chiesa e in asse con l'ingresso, è costituito da arredi in marmo bianco ed è dominato da un grande crocifisso ligneo.